# Hồ Than Thở
Hồ Than Thở là một hồ nước tự nhiên thuộc thành phố Đà Lạt (tỉnh Lâm Đồng) và cũng là một địa điểm du lịch của thành phố này.

## Vị trí địa lý

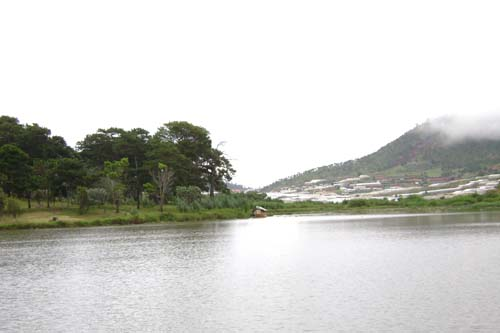
Một phần cảnh quan hồ Than Thở

Hồ Than Thở nằm cách trung tâm thành phố Đà Lạt khoảng 6 km về phía đông, theo trục đường Quang Trung - Hồ Xuân Hương. Hồ nằm trên đồi cao giữa một rừng thông, không gian hoang vắng tĩnh mịch, cạnh thắng cảnh Đồi thông hai mộ với truyền thuyết về mối tình tan vỡ. Mặt nước hồ luôn trong xanh phẳng lặng. Phía bắc của hồ có một đôi cây thông quấn quýt rất lạ như đôi tình nhân bên nhau không rời.

## Lịch sử
Vùng hồ Than Thở có một cái ao gọi là Tơnô Pang Đòng. Vào năm 1917, người Pháp đắp đập, xây dựng hồ chứa nước cung cấp nước sinh hoạt cho thành phố Đà Lạt hình thành nên hồ rộng như ngày nay, đặt tên hồ là Lacdes Soupirs với nghĩa thứ hai (tiếng rì rào), nhưng khi dịch sang tiếng Việt lại dịch theo nghĩa thứ nhất (than thở).
Theo ông Hiền Trưởng phòng tư liệu Sở Văn hóa, Thể thao và Du lịch Đà Lạt thì vào năm 1956, dựa trên đề xuất của ông Nguyễn Vĩ, chủ tịch Hội đồng thị xã Đà Lạt lúc bây giờ, hồ được đổi từ tên Pháp ra tên Việt thành hồ Than Thở. Từ năm 1975 hồ Than Thở được đổi tên thành hồ Sương Mai, nhưng người dân Đà Lạt mỗi khi nhắc đến hồ đều gọi là hồ Than Thở nên sau đó hồ được khôi phục lại tên cũ vào năm 1990.
Trong thập niên 1980-1990, rừng thông cổ thụ quanh hồ bị tàn phá. Những cây thông non tuy được trồng lại nhưng làm mất nét thâm u cô tịch xưa. Lòng hồ bị bồi lắng, thu hẹp vì các hoạt động nông nghiệp vùng thượng lưu khiến nước hồ không còn xanh như trước.
Năm 1997 giới chức địa phương cho phép Công ty Du lịch Thùy Dương, một doanh nghiệp ở thành phố Hồ Chí Minh bỏ vốn trồng rừng, nạo vét hồ, chống bồi lắng và xây dựng các khu vui chơi giải trí nhằm bảo toàn thắng cảnh này.
Năm 1999, hồ được nhà nước công nhận là danh thắng cấp quốc gia.

## Truyền thuyết

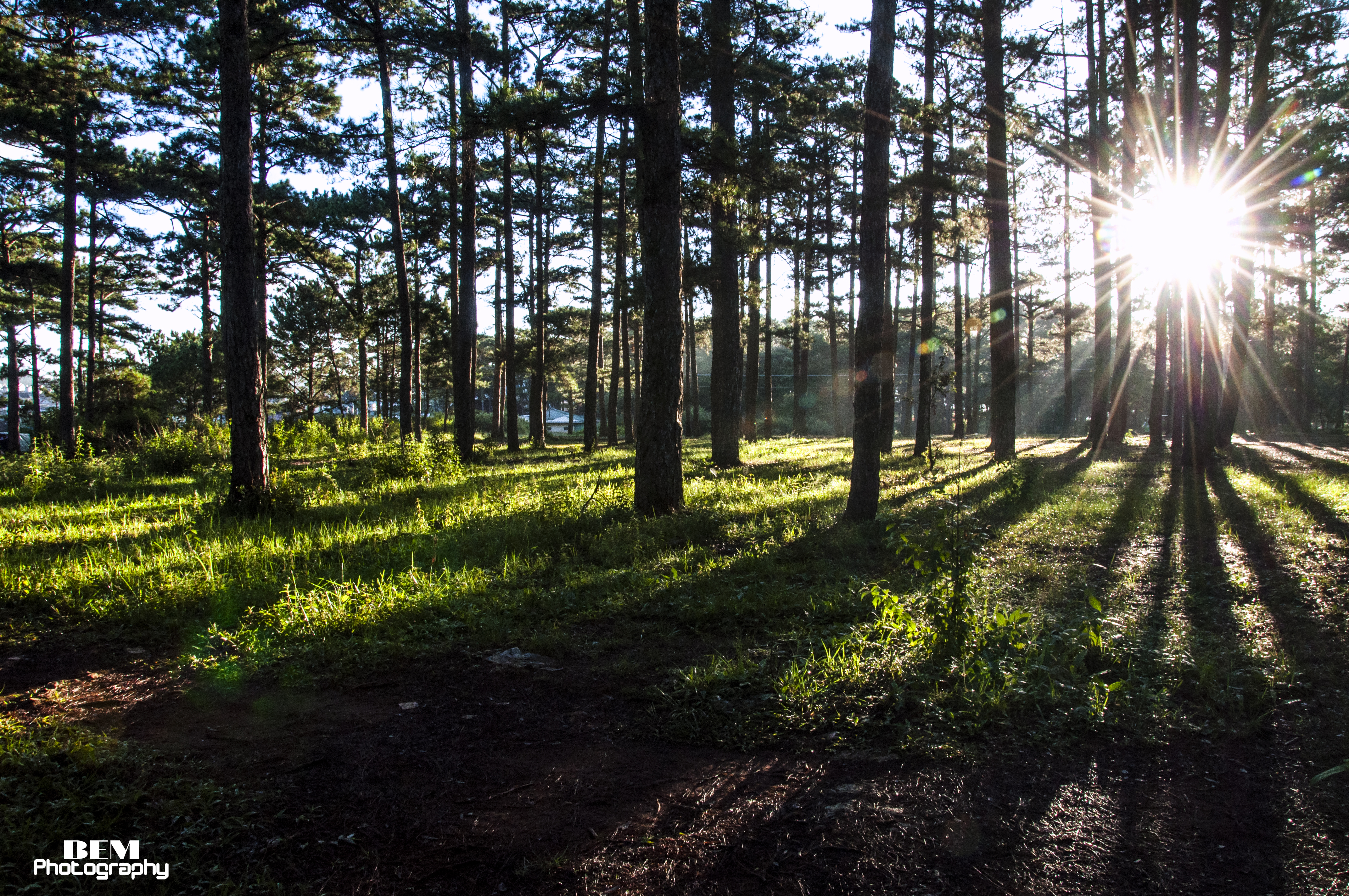
Đồi Thông hai Mộ bên bờ hồ Than Thở

Truyền thuyết kể rằng nơi đây gắn với câu chuyện tình của Hoàng Tùng và Mai Nương. Chuyện xảy ra vào thế kỷ 18, khi người anh hùng áo vải Nguyễn Huệ dấy binh đánh đuổi quân Thanh xâm lược, trai tráng khắp nơi hưởng ứng, trong đó có Hoàng Tùng. Trước khi chia tay, hai người rủ nhau ra bên bờ than thở hẹn thề. Chàng hẹn đến mùa xuân - khi hoa mai anh đào nở sẽ đem tin thắng trận trở về. Ở nhà, Mai Nương được tin Hoàng Tùng tử trận nên nàng đã quyết định gieo mình xuống hồ tự vẫn. Nhưng trớ trêu thay, đến giữa mùa xuân Hoàng Tùng thắng trận trở về, chàng vô cùng đau buồn khi biết người yêu đã chết. Cảnh cũ còn đây nhưng người yêu đã mất, chàng đau khổ đến tận cùng nên gieo mình xuống hồ nước chết theo để minh chứng cho lòng chung thủy sắt son. Cảm thương đôi trai gái bạc mệnh, rừng thông rì rầm khúc nhạc bi ai. Từ đó hồ có tên là Than Thở cho đến ngày nay.
Đến thăm hồ Than Thở, du khách sẽ được nghe kể về những chuyện tình cảm động nơi đây.

## Hồ Than Thở trong thơ văn
Hồ Than Thở là địa điểm thường được ghé thăm khi đến Đà Lạt.
Dân gian có câu:

Đà Lạt có thác Cam Ly
Có hồ Than Thở người đi sao đành
Qua biết bao nhiêu thế sự thăng trầm, Hồ Than Thở vẫn là nguồn cảm hứng cho nhiều bài thơ hay, nhất là những bài về những cuộc tình buồn, điển hình là bài Hồ Than Thở của nhà thơ Văn Liêm:

Anh dắt em đi thăm Hồ Than Thở
Gió lạnh về – Đà Lạt đã vào Đông
Xe ngựa đưa ta xuôi thung lũng
Gió, mây, trời cùng đọng về đây...
Hồ Than Thở bao đời nằm đó
Ôm đồi thông trong tiếng gió gào
Sao không nói ra điều trăn trở
Để ôm sầu muộn đến mai sau?
Em hỏi anh: Vì sao buồn vậy?
Câu truyện tình từ thủa xa xưa
Đôi trai gái yêu nhau không được
Để nỗi buồn còn đọng đến bây giờ...
Gió thêm lạnh, mưa rơi nặng hạt
Đưa em về, bát ngát mưa giăng
Ta nghe tiếng lòng hồ thổn thức
Như nỗi buồn còn mãi ngàn năm